# Tipula (Savtshenkia) letifera
Tipula (Savtshenkia) letifera is een tweevleugelige uit de familie langpootmuggen (Tipulidae). De soort komt voor in het Palearctisch gebied.